# Тихая пристань (телесериал)
«Тихая пристань» (англ. Knots Landing) — американская телевизионная мыльная опера, транслировавшаяся в прайм-тайм с 27 декабря 1979
по 13 мая 1993 года на канале CBS. Сериал был создан Дэвидом Джэйкобсом совместно с Майклом Филерманом и рассказывал о четырёх супружеских парах, которые живут в замкнутом прибрежном пригороде Лос-Анджелеса в Калифорнии. Изначально сериал планировался как сугубо супружеского характера, но затем стал включать в себя сюжетные линии с изнасилованиями, убийствами, наркотиками, корпоративными интригами и уголовными расследованиями.
«Тихая пристань» является спин-оффом телесериала «Даллас», хотя проект был разработан ещё до его старта, но был отложен из-за желания CBS запустить богатую семейную сагу, какой и был «Даллас». Хотя изначально сериал не был популярен так же, как «Даллас», со временем он начал получать хорошие отзывы от критиков и в конечном счете просуществовал в эфире дольше своего предшественника. Просуществовав четырнадцать сезонов, «Тихая пристань» является четвертой по продолжительности драмой в прайм-тайм, после «Дымок из ствола», «Закон и порядок» и «Закон и порядок: Специальный корпус».
Сериал стал популярен благодаря отрицательному персонажу Эбби Фейргейт Каннингем Юинг, роль которой исполняла актриса Донна Миллз. Персонаж Донны Миллз стал визитной карточкой сериала и её часто называли «Лучшей злодейкой в прайм-тайм» наравне с Алексис Колби в исполнении Джоан Коллинз из «Династии» и Анджелы Чаннинг (Джейн Уайман) из «Фэлкон Крест». Роли основных положительных героев на протяжении всего сериала исполняли Тед Шеклфорд и Джоан Ван Арк, ранее снявшиеся в «Далласе».
В 1997 году был снят мини-сериал, продолжение под названием «Тихая пристань: Возвращение в тупик», а в 2005 году не игровой телефильм «Тихая пристать: Тогда и сейчас», в котором основные актёры вновь воссоединились на экране спустя годы.

## Сюжет

### 1 сезон
В первом эпизоде, вновь вступившие в брак Гэри (Тед Шеклфорд) и Вэлин Юинг (Джоан Ван Арк) отправляются в Тихую пристань, Калифорния в тупик, известный как Сивью Сёркл. Они встречают своих соседей, Сид Фэйргейт (Дон Мюррей) владелец Knots Landing Motors, дилер подержанных автомобилей, и его жену Карен (Мишель Ли), родителей трёх детей: Диана (Клаудия Лоноу), Эрик (Стив Шоу) и Майкл (Патрик Петерсон). Также в тупике проживает корпоративный юрист Ричард Эйвери (Джон Плешетт) и его жена, агент по недвижимости Лора (Констанс Маккэшин) и их маленький сын Джейсон. Среди других соседей — молодая пара Кенни Уорд (Джеймс Хоутон), музыкальный продюсер и его жена Джинджер (Ким Ленкфорд), воспитатель в детском саду. В начале сериала, Гэри устраивается продавцом в Knots Landing Motors. На протяжении сезона его навещают его братья из Далласа Бобби (Патрик Даффи) и Джей. Ар. Юинг (Ларри Хагман).

## Производство
В 1977 году Дэвид Джэйкобс написал сценарий пилота для CBS, вдохновлённого мини-сериалом «Сцены из супружеской жизни». Проект был сосредоточен на супружеских отношениях давно живущей в браке пары (Карен и Сид Фэйргейты), пары с трудностями (Лора и Ричард Эйвери) и молодожён (Эмбер и Кенни Уорды). Их взаимоотношения рассматривались со стороны недавно поселившихся по соседству Вэлин и Гэри Юингов. Канал тем временем хотел, чтобы Джэйкобс внес изменения, сделав пары богатыми, а сюжет более широким, нежели просто драму о супружеских парах. Тогда он создал другой проект — «Даллас» о состоятельной техасской семье Юингов. В сериал он добавил уже созданного Гэри Юинга, который стал средним братом в семье, а также его жену Вэлин, которая являлась матерью Люси. Когда «Даллас» добился успеха в рейтингах, Джэйкобс и его партнер Майкл Филерман вновь пришли к руководству CBS, и канал наконец дал зелёный свет на производство «Тихой пристани».
Первый сезон, стартовавший 27 декабря 1979 года, состоял лишь из тринадцати эпизодов и занял тридцатое место в рейтинге по итогам сезона 1979/80 годов. Этого хватило, чтобы канал заказал второй сезон, однако с существенными изменениями. Донна Миллз присоединилась к сериалу в роли Эбби Каннингем, разведённой яркой блондинки с дочерью-подростком. Её персонаж был разработан, чтобы причинять неприятности и встряхнуть жизни соседей. Также был изменен тон повествования от эпизодического к более последовательному. Для дополнительного привлечения внимания в сериале появлялись Ларри Хэгмэн, Патрик Даффи, Шарлин Тилтон и Мэри Кросби, повторяя свои роли Джей Ара, Бобби, Люси Юингов, и Кристин Шепард. По итогам года, сериал поднялся до двадцать второй позиции в годовом рейтинге.
В ходе первой половины 1980-х сериал привлекал в среднем около 20 миллионов зрителей, оказываясь вне годового «Топ 10». Своего пика проект достиг в сезоне 1984/85 годов, поднимаясь до девятой позиции в годовом рейтинге. В 1986 году на место основного конкурента сериала по десятичасовому тайм-слоту пришел «Закон Лос-Анджелеса», сменивший «Блюз Хилл-стрит». «Тихая пристань» в итоге уступил лидирующее место «Закону Лос-Анджелеса», заканчивая сезон на двадцать шестом месте в годовом рейтинге. Последующие сезоны сохраняли лояльную аудиторию, однако сериал уже не имел былого успеха.
В ходе девятого сезона руководство CBS приказало Дэвиду Джэйкобсу сократить бюджет сериала, чтобы он оставался экономически выгодным для канала. Таким образом Констанс Маккэшин и Джули Харрис попали под сокращение и были уволены. Весной 1989 года Донна Миллз объявила о своём уходе из сериала в финале десятого сезона. Одиннадцатый сезон в итоге опустился до 34 позиции в годовом рейтинге. В двенадцатом сезоне Кэтлин Нун фактически сменила Миллз в роли новой злодейки, играя Клаудию Саммер Уитакер, сестру Грега. В финале тринадцатого сезона сериал покинула также Джоан Ван Арк, которая хотела хотела отойти от роли вечной жертвы Вэлин, взяв на себя главную роль в пилоте ситкома для NBC. Таким образом в последнем, четырнадцатом сезоне, остались лишь двое актёров из оригинального состава; Мишель Ли и Тэд Шакелфорд. Ли на самом деле оказалась единственным актёром, кто появился во всех 344 эпизодах сериала.
На момент последнего, четырнадцатого сезона, «Тихая пристань» был самой продолжительной драмой на телевидении, а также последней из выживших прайм-тайм мыльных опер 1980-х («Даллас», «Династия», «Фэлкон Крест» «Фламинго-роуд» и «Колби».). Из-за падения рейтингов CBS сократил плату за эпизод для студии Lorimar Television, что вынудило Джэйкобса урезать бюджет и зарплаты актёров. В январе 1993 года было официально объявлено, что четырнадцатый сезон станет последним. Финальный эпизод транслировался 13 мая 1993 года.

## Актёры и персонажи

### Основной состав
В первом сезоне принимали участие восемь основных актёров, перечисленных в алфавитном порядке во вступительной заставке: Джеймс Хотон (в роли Кенни Уорда), Ким Лэнкфорд (в роли Джинджер Уорд), Мишель Ли (в роли Карен Фэйргейт), Констанс Маккэшин (в роли Лоры Эйвери), Дон Мюррей (в роли Сида Фэйргейта), Джон Плешетт (в роли Ричарда Эйвери), Тэд Шакелфорд (в роли Гэри Юинга) и Джоан Ван Арк (в роли Вэлин Юинг). Во втором сезоне к основному составу присоединилась Донна Миллз в роли Эбби Каннингем.
Дон Мюррей покинул сериал после двух сезонов, когда его персонаж был убит в начале третьего сезона. Джеймс Хотон, Ким Лэнкфорд и Джон Плешетт, все покинули сериал после четырёх сезонов, тогда как Кевин Добсон наоборот присоединился к шоу в регулярной роли Мака Маккензи. Джули Харрис также была повышена до регулярного состава начиная с четвёртого сезона, продолжая играть роль Лилимэй Клементс. В пятом сезоне к основному составу были добавлены Клаудия Лоноу (в роли Дианы Фэйргейт), Лиза Хартман (в ролях Сиджей Данн и позднее Кэти Гири) и Дуглас Шиэн (в роли Бена Гибсона). Лоноу тем временем покинула сериал в шестом сезоне, тогда как Уильям Дивейн и Алек Болдуин присоединились к шоу в ролях Грега Самнера и Джошуа Раша, соответственно. Тери Остин также дебютировала в шестом сезоне, однако была повышена до основного лишь в десятом.
В девятом сезоне сериал покинули Констанс Маккэшин и Джули Харрис. Донна Миллз ушла из сериала в финале десятого сезона. В десятом сезоне, после трёх лет в периодическом статусе, Николетт Шеридан (Пейдж Мэтэсон) была повышена до основного состава. В двенадцатом сезоне к шоу присоединились Мишель Филлипс (в роли Энн Мэтэсон) и Ларри Райли (в роли Френка Уильямса), а также Кэтлин Нун (в роли Клаудии Саммер Уитакер) и Стейси Галина (в роли Кейт Уиттакер).
| Джеймс Хотон      | Кенни Уорд                           | Регулярно    | Регулярно    | Регулярно    | Регулярно    |              |              |              |              |              |              |              |              |           |           |  |  |
| Ким Лэнкфорд      | Джинджер Уорд                        | Регулярно    | Регулярно    | Регулярно    | Регулярно    |              |              |              |              |              |              |              |              |           |           |  |  |
| Мишель Ли         | Карен Фэйргейт МакНези               | Регулярно    | Регулярно    | Регулярно    | Регулярно    | Регулярно    | Регулярно    | Регулярно    | Регулярно    | Регулярно    | Регулярно    | Регулярно    | Регулярно    | Регулярно | Регулярно |  |  |
| Констанс Маккэшин | Лора Эйвери Самнер                   | Регулярно    | Регулярно    | Регулярно    | Регулярно    | Регулярно    | Регулярно    | Регулярно    | Регулярно    | Регулярно    |              |              |              |           |           |  |  |
| Дон Мюррей        | Сид Фэйргейт                         | Регулярно    | Регулярно    | Регулярно    |              |              |              |              |              |              |              |              |              |           |           |  |  |
| Джон Плешетт      | Ричард Эйвери                        | Регулярно    | Регулярно    | Регулярно    | Регулярно    |              |              |              |              | Гость        |              |              |              |           |           |  |  |
| Тед Шеклфорд      | Гэри Юинг                            | Регулярно    | Регулярно    | Регулярно    | Регулярно    | Регулярно    | Регулярно    | Регулярно    | Регулярно    | Регулярно    | Регулярно    | Регулярно    | Регулярно    | Регулярно | Регулярно |  |  |
| Джоан Ван Арк     | Вэлин «Вэл» Юинг                     | Регулярно    | Регулярно    | Регулярно    | Регулярно    | Регулярно    | Регулярно    | Регулярно    | Регулярно    | Регулярно    | Регулярно    | Регулярно    | Регулярно    | Регулярно | Гость     |  |  |
| Джули Харрис      | Лилими Клементс                      | Гость        |              | Периодически | Регулярно    | Регулярно    | Регулярно    | Регулярно    | Регулярно    | Регулярно    |              |              |              |           |           |  |  |
| Клаудия Лоноу     | Диана Фэйргейт                       | Периодически | Периодически | Периодически | Периодически | Регулярно    | Гость        |              |              |              |              |              |              |           | Гость     |  |  |
| Патрик Петерсон   | Майкл Фэйргейт                       | Периодически | Периодически | Периодически | Периодически | Периодически | Периодически | Периодически | Периодически | Периодически | Периодически | Регулярно    | Регулярно    |           |           |  |  |
| Донна Миллз       | Эбби Каннингам Юинг Самнер           |              | Регулярно    | Регулярно    | Регулярно    | Регулярно    | Регулярно    | Регулярно    | Регулярно    | Регулярно    | Регулярно    |              |              |           | Гость     |  |  |
| Тоня Кроу         | Оливия Каннингам                     |              | Периодически | Периодически | Периодически | Периодически | Периодически | Периодически | Периодически | Периодически | Периодически | Регулярно    |              |           |           |  |  |
| Кевин Добсон      | Мак МакНези                          |              |              |              | Регулярно    | Регулярно    | Регулярно    | Регулярно    | Регулярно    | Регулярно    | Регулярно    | Регулярно    | Регулярно    | Регулярно | Регулярно |  |  |
| Лиза Хартман      | Кэти Гири / Сиджи Данн               |              |              |              | Периодически | Периодически | Регулярно    | Регулярно    |              |              |              |              |              |           |           |  |  |
| Дуглас Шиэн       | Бен Гипсон                           |              |              |              |              | Регулярно    | Регулярно    | Регулярно    | Регулярно    |              |              |              |              |           |           |  |  |
| Уильям Дивейн     | Грег Самнер                          |              |              |              |              | Регулярно    | Регулярно    | Регулярно    | Регулярно    | Регулярно    | Регулярно    | Регулярно    | Регулярно    | Регулярно | Регулярно |  |  |
| Алек Болдуин      | Джошуа Раш                           |              |              |              |              |              | Регулярно    | Регулярно    |              |              |              |              |              |           |           |  |  |
| Тери Остин        | Джил Беннетт                         |              |              |              |              |              | Гость        | Периодически | Периодически | Периодически | Регулярно    |              |              |           |           |  |  |
| Николетт Шеридан  | Пейдж Мэтисон                        |              |              |              |              |              |              | Периодически | Периодически | Периодически | Регулярно    | Регулярно    | Регулярно    | Регулярно | Регулярно |  |  |
| Мишель Филлипс    | Энн Мэтисон                          |              |              |              |              |              |              |              | Периодически |              | Гость        | Периодически | Регулярно    | Регулярно | Регулярно |  |  |
| Ларри Райли       | Фрэнк Уильямс                        |              |              |              |              |              |              |              |              | Периодически | Периодически | Периодически | Регулярно    | Регулярно |           |  |  |
| Стейси Галина     | Кейт Уиттакер/Мэри-Фрэнсис Самнер #2 |              |              |              |              |              |              |              |              |              |              |              | Периодически | Регулярно | Регулярно |  |  |
| Кэтлин Нун        | Клавдия Уиттакер                     |              |              |              |              |              |              |              |              |              |              |              | Периодически | Регулярно | Регулярно |  |  |

### Второстепенный состав
- Роберт Джейн — Брайан Каннингам #1 (1980—1985)
- Стефан Матч — Джой Купер (брат Карен) (1981—1982)
- Майкл Саботино — Чип Робертс (aka Тони Фенис) (1982—1983)
- Джоанна Петтет — детектив Джанет Бэйнс (1983)
- Даниэлла Брайсибойс — Мэри-Франсис Самнер #1 (1983—1984)
- Лорнес Хаддон — Доктор Мич Акерман (1984—1985)
- Хунт Блок — Петер Холистер (Сенатор) (1985—1987)
- Брайан Остин Грин — Брайан Каннингам #2 (1986—1989)
- Венди Фултон — Жан Хакни (1986—1987)
- Джошуа Двайн — молодой Грег Самнер (1986—1987; 1990)
- Лар Пёрк Линкольн — Линда Фэйргейт (1987, 1989—1991)
- Петер Рекелл — Джонни Рурк (1988—1989)
- Линн Муди — Пэт Уильямс (1988—1990)
- Кент Мастерс-Кин — Джули Уильямс (1988—1991)
- Пол Карафотис — Гарольд Дайер (1988—1990)
- Мелинда Кулеа — Паула Вертозик (1988—1990)
- Роберт Десайдерио — Тед Мелчер (1988—1989)
- Сэм Беренс — Денни Валеска (1989—1990)
- Бетси Палмер — тётя Вирджиния «Джинни» Булок (1989—1990)
- Джазеф Джиан — детектив Том Райан (1989—1991, 1993)
- Лорнезо Кассиаланза — Ник Шиллас / Димитри Паппас (1990—1991, 1992—1993)
- Брюс Гринвуд — Пирс Лоутон (1991—1992)

### Приглашенные звёзды
- Шарлин Тилтон (1979) (в роли Люси Юинг)
- Даффи, Патрик (1979-81) (в роли Бобби Юинга)
- Ларри Хагман (1979-81) (в роли Джей Ар Юинга)
- Аллен, Карен (1979) (в роли Энни Фэргейт)
- Хант, Хелен (1980) (в роли Бетси)
- Синиз, Гэри (1980) (в роли Ли Мэддокс)
- Мэри Кросби (1980) (в роли Кирстен Шепард)
- Гарднер, Ава (1985) (в роли Рут Галвестон)
- Дик Сарджент (1985) (в роли самого себя)
- Роман, Рут (1986) (в роли Сильвии Лиан)
- Сэвант, Даг (1986-87) (в роли молодой Мак МакНези)
- Michael York (1987-88) (в роли Чарльз Скотт)
- Рэд Баттонс (1987) (в роли Ал Бейкер)
- Стюарт Уитман (1990) (в роли Уилс #2)
- Берри, Хэлли (1991) (в роли Дебби Портер)
- Кросс, Марсия (1991-92) (в роли Виктория Броард)
- Реттон, Мэри Лу (1992) (в роли самого себя)
- Торнтон, Билли Боб (1992) (в роли лесоруба)
- Дэвид Джеймс Эллиотт (1991-92) (в роли Бил Нолан)
- Ховард Дафф (1984-85, 1990) (в роли Пол Галвестон)
- Ленс Гэст (1991) (в роли Стив Брюер)

## Эпизоды
1-й сезон (13 серий) сериала был выставлен на прилавки магазинов в виде DVD-дисков 28 марта 2006 года. Поклонники сериала воздействовали на Warner Home Video, путём петиции на сайте www.knotslanding.net для продолжения реализации сериала, и 14 апреля 2009 года 2-й сезон (18 серий) появился на прилавках.

## Телевизионные рейтинги
| Сезон    | Начало            | Конец          | Серии | Время показа  | № рейтинга | Семьи (в млн.) |
| -------- | ----------------- | -------------- | ----- | ------------- | ---------- | -------------- |
| Сезон 1  | декабрь 27, 1979  | март 27, 1980  | 13    | Четверг 22:00 | #32        | 15.2           |
| Сезон 2  | ноябрь 20, 1980   | март 26, 1981  | 18    | Четверг 22:00 | #28        | 15.1           |
| Сезон 3  | ноябрь 12, 1981   | март 6, 1982   | 22    | Четверг 22:00 | #43        | 13.5           |
| Сезон 4  | сентябрь 30, 1982 | март 10, 1983  | 22    | Четверг 22:00 | #20        | 15.4           |
| Сезон 5  | сентябрь 9, 1983  | март 29, 1984  | 25    | Четверг 22:00 | #11        | 17.4           |
| Сезон 6  | сентябрь 20, 1984 | май 16, 1985   | 30    | Четверг 22:00 | #9         | 16.9           |
| Сезон 7  | сентябрь 19, 1985 | май 18, 1986   | 30    | Четверг 22:00 | #17        | 16.7           |
| Сезон 8  | сентябрь 18, 1986 | май 7, 1987    | 30    | Четверг 22:00 | #26        | 14.6           |
| Сезон 9  | сентябрь 24, 1987 | май 12, 1988   | 29    | Четверг 22:00 | #31        | 13.9           |
| Сезон 10 | октябрь 27, 1988  | май 18, 1989   | 28    | Четверг 22:00 | #27        | 14.5           |
| Сезон 11 | сентябрь 23, 1989 | май 11, 1990   | 29    | Четверг 22:00 | #33        | 14.3           |
| Сезон 12 | сентябрь 13, 1990 | май 16, 1991   | 27    | Четверг 22:00 | #30        | 13.74          |
| Сезон 13 | сентябрь 12, 1991 | апрель 9, 1992 | 22    | Четверг 22:00 | #41        | 12.32          |
| Сезон 14 | октябрь 29, 1992  | май 13, 1993   | 19    | Четверг 22:00 | #39        | 11.68          |